# Mahmut Celayir

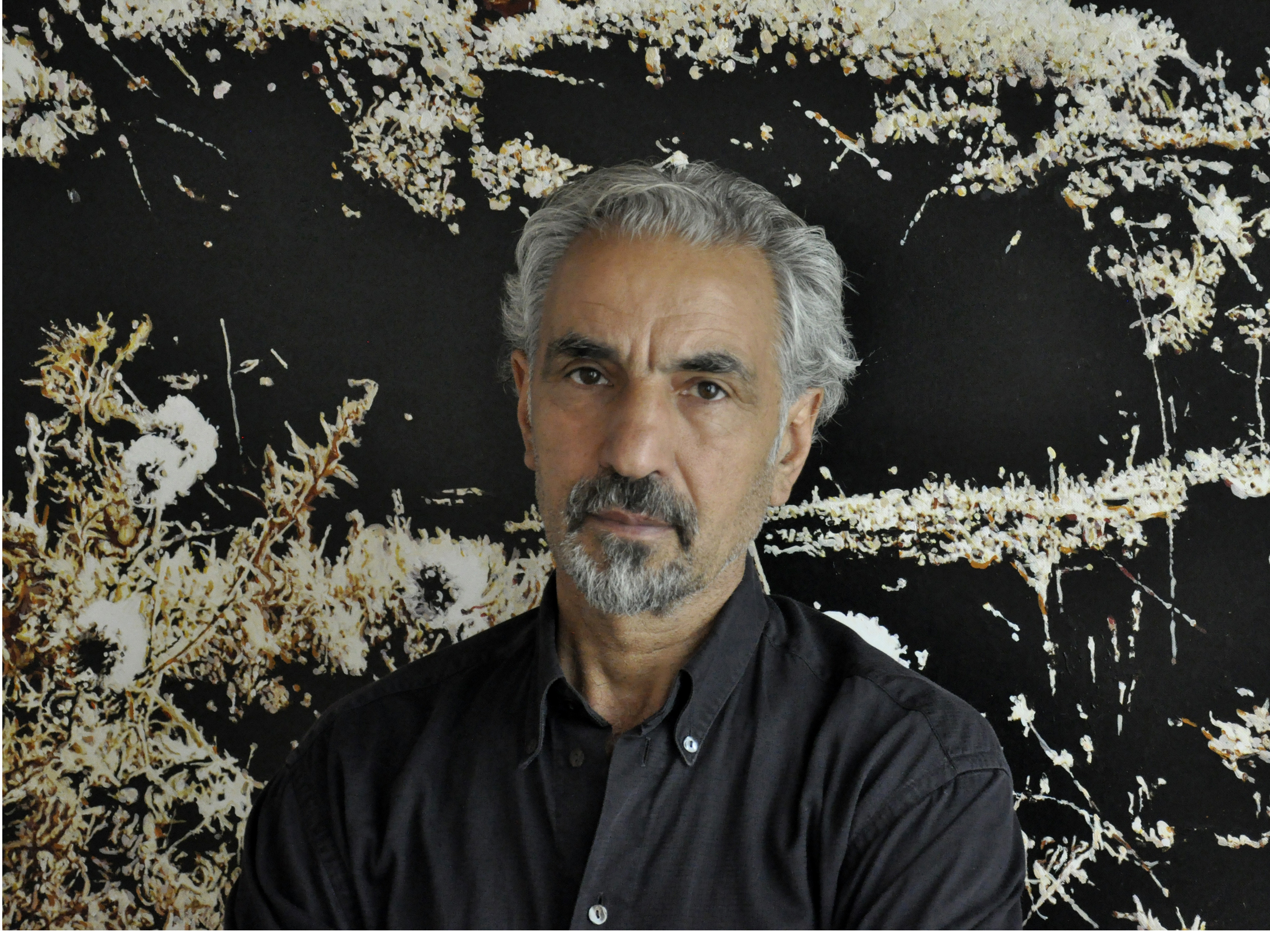
Mahmut Celayir vor seinem Gemälde
In der Spur der Schatten, 2006

Mahmut Celayir (* 1. Mai 1951 in Bingöl, Türkei) ist ein kurdisch-deutscher Maler.

## Leben

### Herkunft
Mahmut Celayir wurde am 1. Mai 1951 als Sohn des Maurers Serif Celayir und seiner Frau Kumey Sedxunun in dem kleinen Bergdorf Kur als erstes von sechs Kindern geboren. Kur liegt in der türkischen Provinz Bingöl ca. 20 km westlich von der Provinzhauptstadt Bingöl. Celayir ist Kurde und gehört zur iranischen Bevölkerungsgruppe der Zaza.

### Ausbildung
Nach dem Besuch der Grund- und Mittelschule von 1960 bis 1968 besuchte er bis 1971 das Gymnasium in Tunceli, das er mit dem Abitur abschloss. Als Zwanzigjähriger begann er 1972 ein Studium mit dem Schwerpunkt Druckgraphik an der Hochschule für angewandte Künste in Istanbul unter den Lehrern Mustafa Aslier, B. Naci Islimyeli, Ergin Inan und Mustafa Plevneli. Ab 1976 absolvierte er ein zweijähriges Praktikum an dem TV Institut der Anadolu-Universität in Eskisehir, wo er sich besonders den Fächern Graphik und Bühnenbild widmete. Nach zweijährigem Militärdienst kehrte Celayir 1980 nach Istanbul zurück.

### Bühnenbildner in Istanbul
1982 trat er eine Stelle als Bühnenbildner am Staatstheater Istanbul an. Dort wirkte er auch an der Gestaltung des Bühnenbilds für das Theaterstück „Götter und Menschen. Gilgamesch“ mit, ein Werk des türkischen Dramatikers Orhan Asena. Das Gilgamesch-Epos regte ihn an, sich mit der Kunst der Hethiter und des alten Mesopotamien zu beschäftigen, die er in lokalen Museen und teilweise vor Ort studieren konnte.

### Maler in Berlin
1984 gab Celayir die feste Anstellung am Theater auf, um zukünftig als freischaffender Künstler zu wirken. Wie in den Jahren zuvor nahm er auch 1984–1986 noch einmal an Wettbewerben teil, bei denen einige seiner Werke ausgezeichnet und angekauft wurden (siehe Auszeichnungen). 1986 kam er erstmals nach Deutschland. In Berlin befasste er sich mit der Landschaftsmalerei, die er zum Mittelpunkt seines Schaffens erkoren hatte. Besonders die deutschen Meister der Romantik (u. a. Caspar David Friedrich, Carl Blechen und Adolph von Menzel) zogen ihn an, die er in Berlin im Museum studieren konnte. Zu Caspar David Friedrich fühlte er eine Seelenverwandtschaft, denn „meine Tradition ist die Romantik, ihre Melancholie, die Suche nach der inneren Landschaft. [Caspar David] Friedrich … hat diese innere Landschaft gesucht und gemalt“. In Berlin kam er in Kontakt mit der Galerie Oberlicht, wo 1987 auch seine erste deutsche Einzelausstellung stattfand.

### Maler in Stuttgart
1988 verlegte Celayir seinen Lebensmittelpunkt nach Deutschland und ließ sich in Stuttgart nieder. Den Kontakt zur Heimat erhielt er sich durch viele Reisen dorthin und durch wiederholte Ausstellungen in Istanbul, Ankara und Izmir. Ein Aufenthalt in Ostanatolien änderte 1991 seinen Blick auf die Landschaft. Statt der lichtdurchfluteten Weite einsamer Landschaften wurde nun die flächenfüllende Vegetation der Erdscholle in endloser Wiederkehr dürrer Pflanzen, die sich in perspektivischer Weite verlieren, zu seinem Thema. Im Laufe der Jahre wandelt sich die konkret-realistische Sicht der Scholle zu einer abstrakteren Auffassung, die oftmals noch den Ursprung erkennen lässt. Parallel dazu entstehen bis heute fotorealistische Landschaften und Landschaftsfotografien.
Nach ersten Ausstellungen in der Türkei folgten ab den 1990er Jahren fast jährlich Einzel- und Gruppenausstellungen in Deutschland und der Türkei, sowohl in Kunstgalerien als auch in renommierten Museen. Die bisher größte Werkschau richtete 2008 das Museum im Kleihues-Bau in Kornwestheim aus, die einen Überblick über 24 Jahre seines Schaffens gab.

### Rückkehr
Nach 22 Jahren in Stuttgart kehrte der damals 59-Jährige im Jahr 2010 in die Türkei zurück. Er lebt und arbeitet jetzt in Istanbul.

## Werk

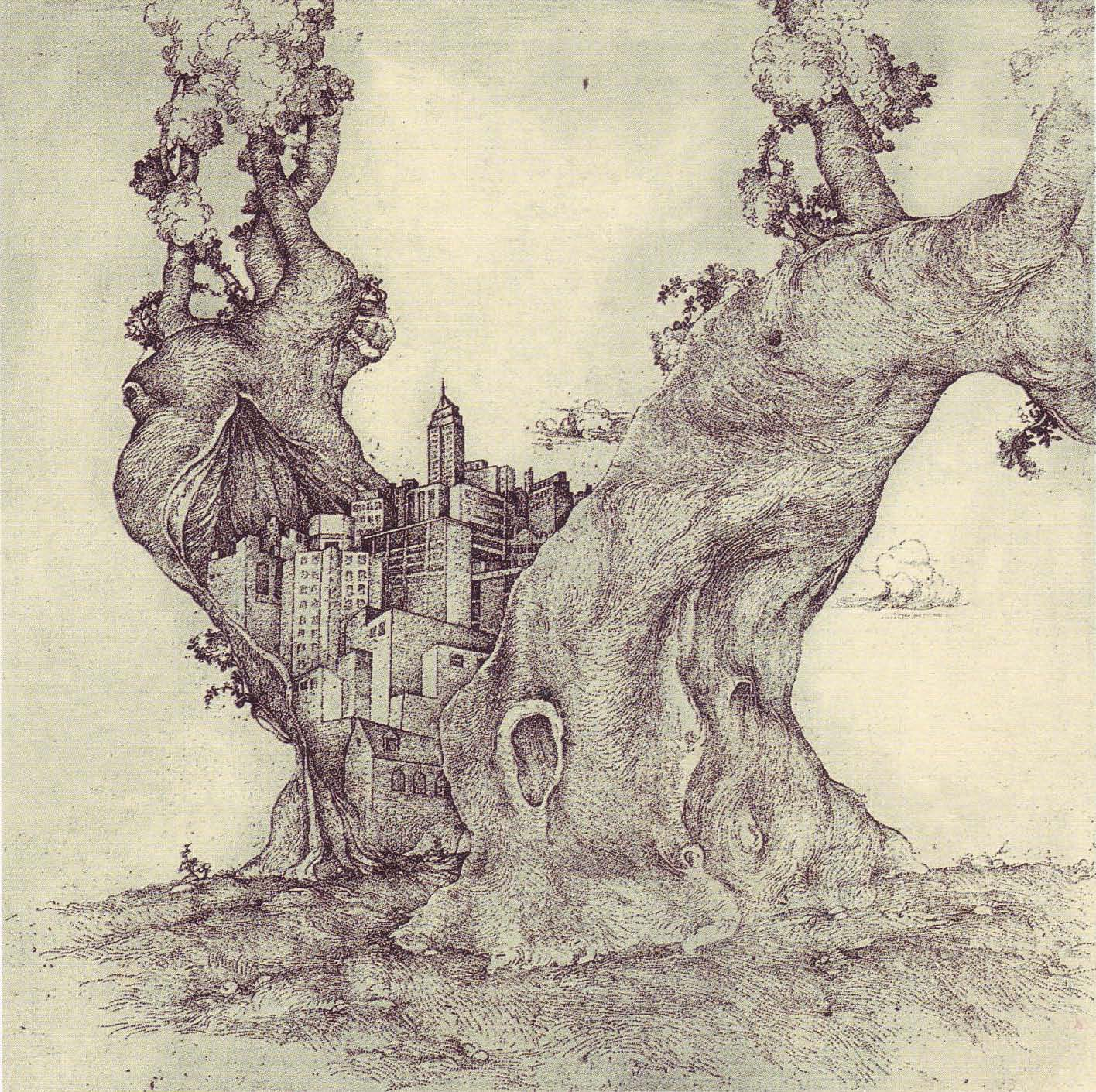
Lastensattel, 1973

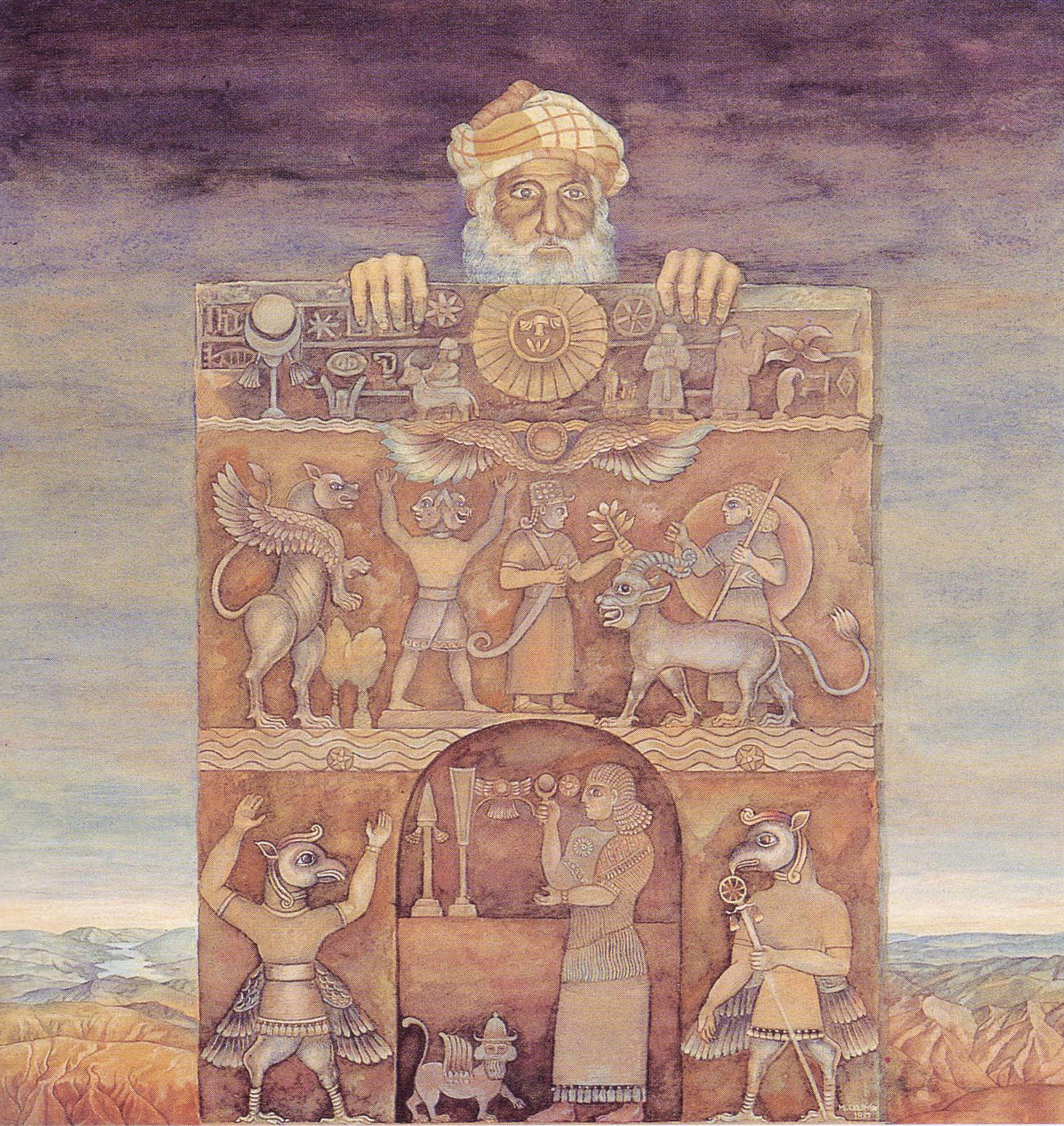
Gedenkstein, 1982

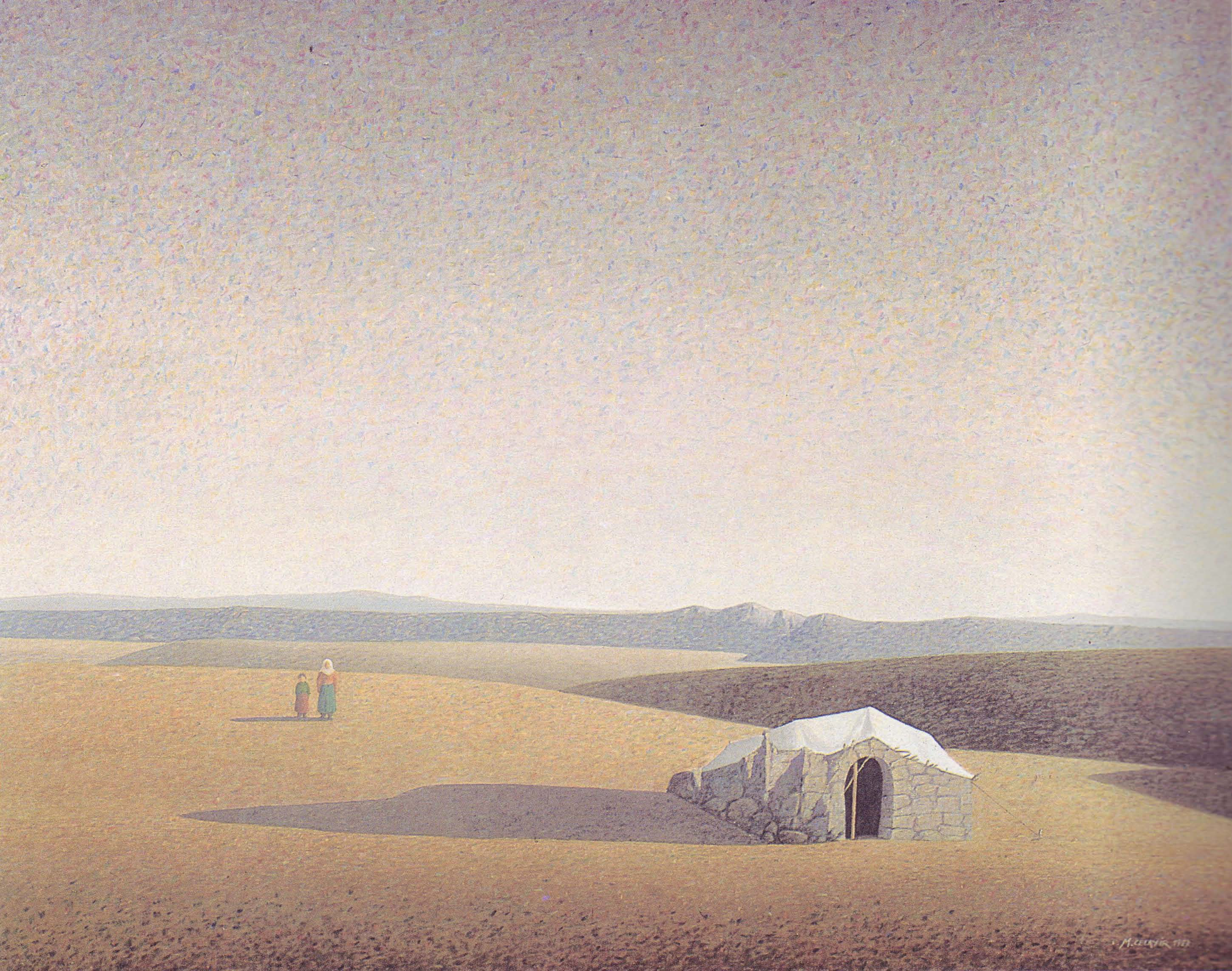
Die Große Einsamkeit der Alamanci Frau I, 1984

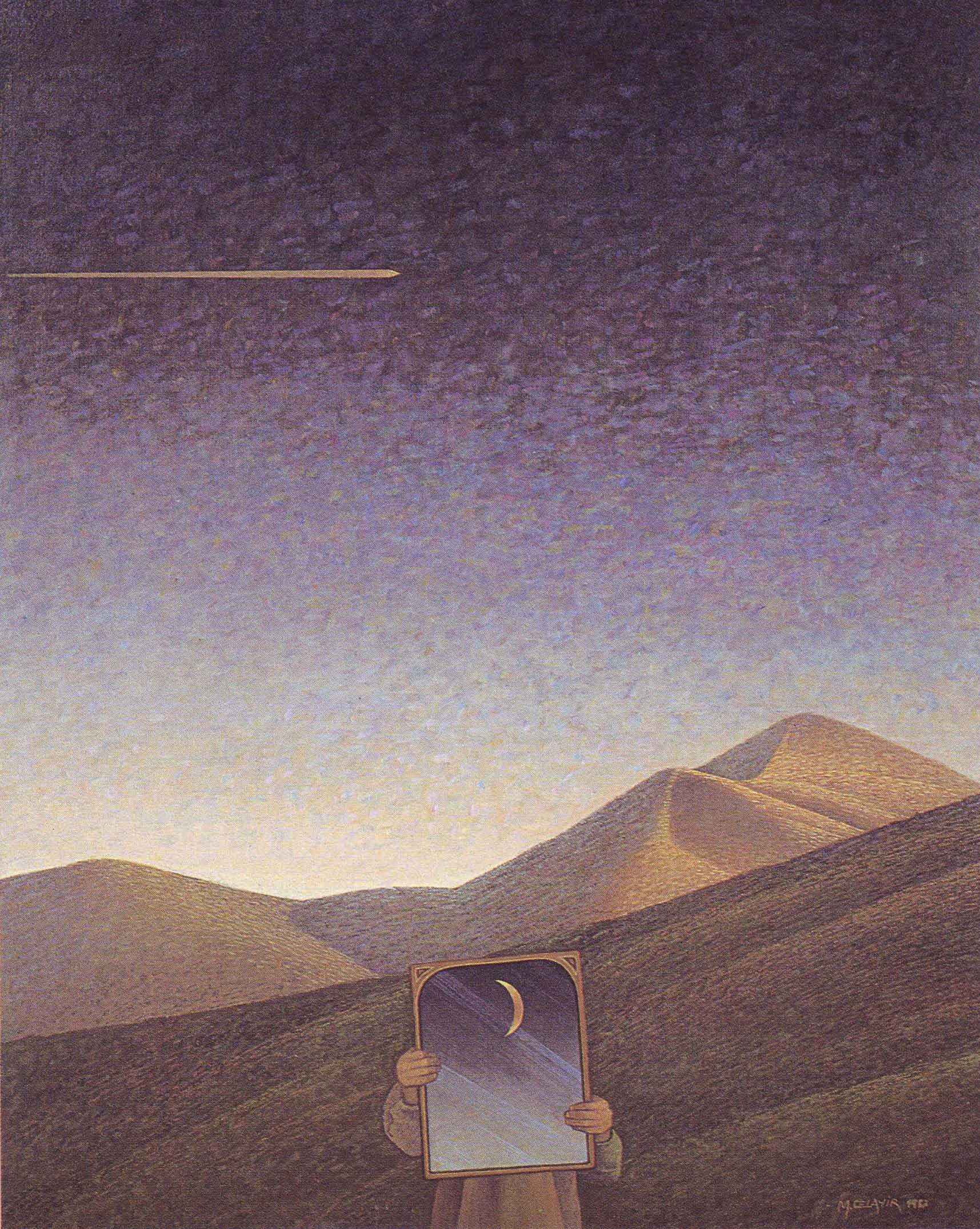
Der Spiegel, Öl auf Leinwand, 1988

Nach phantastisch-realistischen Anfängen schuf Celayir einige Jahre mythisch inspirierte Werke, bevor er sich seinem zukünftigen Haupttätigkeitsfeld, der Landschaftsmalerei zuwendete, auf der Suche „nach dem verlorenen Paradies“ seiner Heimat. In den ersten Jahren modellierte er in pointillistischer Manier die einsame, weite Berglandschaft seiner Heimat. Zu Beginn der 1990er Jahre wendete er sich jedoch ab von der großräumigen Perspektive und sezierte in seinen flächenfüllenden Bildern den Boden seiner Heimat, indem er ihn Scholle um Scholle zu einem Tableau der Dürre und Kargheit zusammensetzte. Nur wenig später beginnt er damit, die Schollenstruktur aufzulösen und zu verselbständigen. Die bisher realistisch gesehene Bodenoberfläche wird abstrakt verfremdet. Nach der Jahrtausendwende kreiert er auch fotorealistische Landschaften und Landschaftsfotografien.

### Anfänge
Über Celayirs Werke aus der Zeit vor 1972 ist nichts bekannt. In den siebziger Jahren porträtierte er u. a. Bewohner seines Dorfs und schuf phantastisch-realistische Radierungen.
- Die kleinformatige Radierung Lastensattel (Abbildung) zeigt gleichnishaft das Ringen zwischen Natur und menschlicher Zivilisation. Ein Baumriese, der mit seinen bombastischen Ausmaßen an den Weltenbaum erinnert, wird von einem gigantischen Häusergebirge wie vom Blitz mittlings in zwei Hälften zerrissen. Wer wird den Kampf überstehen?

### Mythos
Während seiner Tätigkeit am Staatstheater Istanbul (1982–1984) beschäftigte sich Celayir vorwiegend mit Themen aus der mesopotamischen Geschichte. Er verwendete Versatzstücke aus der Architektur und der Reliefkunst Mesopotamiens und schuf daraus eigene, surreal anmutende Kompositionen in Mischtechnik und Öl.
- In dem etwa DIN A3-großen Bild Gedenkstein (Abbildung) greift Celayir ein altes assyrisches Motiv auf. Seine ins Monumentale vergrößerte Schutztafel wird statt von einem göttlichen Schutzgeist von einem Nomaden gehalten, von dem man, wie bei diesen Schutztafeln üblich, nur Kopf und Hände sieht. Die Tafel selbst ist nach Art eines Ischtar-Tors gestaltet und trägt ein dreistöckiges Relief mit Figuren der assyrischen Mythologie. Im Hintergrund öffnet sich ein weites, ödes Bergland mit einem unheilverkündenden Himmel.

### Die weite Landschaft
Von 1984 bis 1991 modellierte Celayir die weite, einsame Berglandschaft seiner Heimat in meist großformatigen Bildern. Nur selten wird die Einsamkeit der endlosen Weite durchbrochen (oder unterstrichen) durch vereinzelte Nomaden, Tiere oder Zelte, oft nur durch eine einzige, in der Landschaft verlorene, fast unsichtbar winzige Menschengestalt.
Aber auch Zeichen einer feindlichen Zivilisation tauchen auf, z. B. vereinzelte Leitpfosten und Messlatten oder der Kondensstreifen eines vorüberfliegenden Flugzeugs, die in ihrer Fremdartigkeit ein Gefühl der Bedrohung hervorrufen. Die Bilder erinnern an Giorgio de Chirico und seine beklemmenden metaphysischen Szenarien auf einsamen Plätzen oder an den belgischen Surrealisten René Magritte, der Gebirgslandschaften als bedrohlichen Hintergrund einsetzte und verhüllte oder verdeckte Gesichter, Mondsichel und Spiegel in absurd erscheinenden Szenen kombinierte.
- In dem Bild Der Spiegel (Abbildung) zieht vor einer Bergkulisse hoch am Himmel ein Flugzeug vorbei. Ein Mann verbirgt sein Gesicht hinter einem Spiegel, und statt sich in ihm zu betrachten, fängt er mit ihm das Abbild der Mondsichel auf.

- In Die Große Einsamkeit der Alamanci Frau I (Abbildung) ist eine Frau mit ihrer Tochter in der unendlichen Weite der Hochebene unterwegs, um in einer nahen Schutzhütte ihre Zuflucht zu suchen. Die Alamanci fristet ihr Leben allein hier, während ihr Mann in Deutschland seinem Broterwerb nachgeht.

Von der Maltechnik her erinnern die Bilder dieser Zeit an die pointillistische Technik eines Seurat oder die virgulistische Technik von Impressionisten wie van Gogh. Kleine oder größere Farbpunkte oder -striche verbinden sich zu einem Lokalton, und unendlich viele Punkte oder Striche setzen sich zu einem Bild zusammen.

### Die verdorrte Landschaft

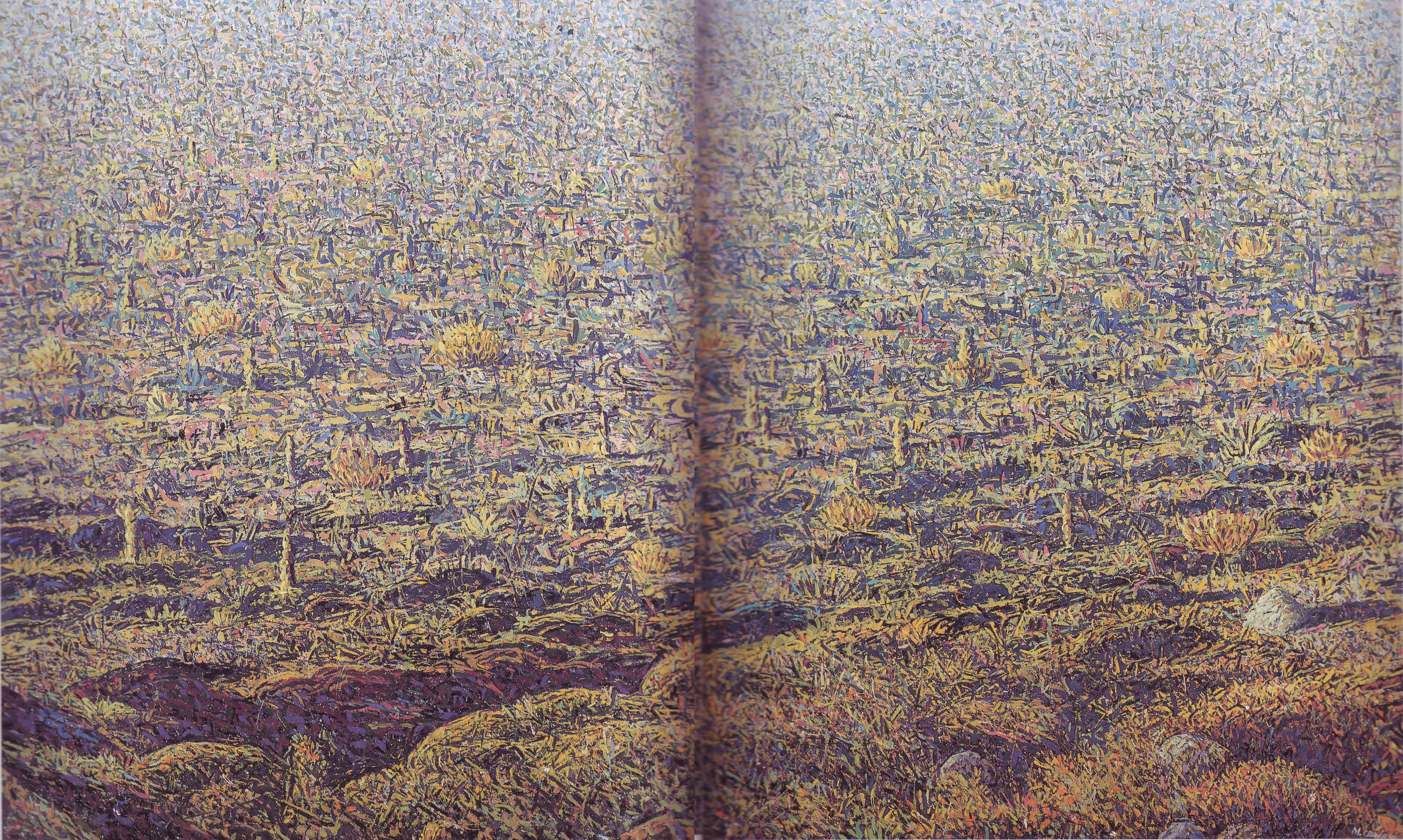
Landschaft, 1991

Bei manchen der weiten Landschaften scheint bereits der Same angelegt für Celayirs flächenfüllende Bilder der heimatlichen Scholle, die er 1991 zu seinem Thema erkor. Während bis dahin der Blick des Malers in die Weite der Landschaft und des Himmels schweifte, richtete er ihn nun hinab zur Erde, auf die karge, endlos weite Scholle seiner Heimat. Setzten sich die weiten Landschaften aus unendlich vielen Punkten und Strichen zusammen, so verband er nun Schollenstücke in endloser, abwechslungsreicher Wiederkehr zu einem perspektivischen Bildteppich, dessen Elemente immer weiter schrumpfen, bis sie sich beinahe auflösen, um sich manchmal sogar in einen flimmernden Streifen des blauen Himmels zu verflüchtigen.
Eine Parallele zu M. C. Escher ist nicht zu übersehen. Während dieser seine regelmäßigen Flächenfüllungen (Metamorphosen) mit grafischen Elementen füllte, nahm sich Celayir jedoch die Natur zum Vorbild. Häufig wiederkehrende Motive sind kleine Scholleninseln mit dicken Blätterkugeln und wie Spargel hochschießenden Stängeln, zwischen denen immer wieder die nackte dunkle Erde, Kriechpflanzen oder Steine auftauchen. Bisweilen passt sich die Farbgebung dem Spiel des Lichtes an und wechselt mit zunehmender Distanz, von flammenden Rot oder knalligem Gelb bis zu verschwimmenden Pastelltönen.
Viele der oft wandfüllenden Bilder sind mehrteilig, meist als Diptychon oder Triptychon angelegt, ein Stilmittel, das er auch später weiterverwendet. „Thematisch und gestalterisch aufeinander bezogen“ sind die Einzelbilder kaum voneinander zu unterscheiden, was den Bildern „eine Form der Erhöhung, der inhaltlichen Steigerung“ verleiht.

### Die abstrakte Landschaft

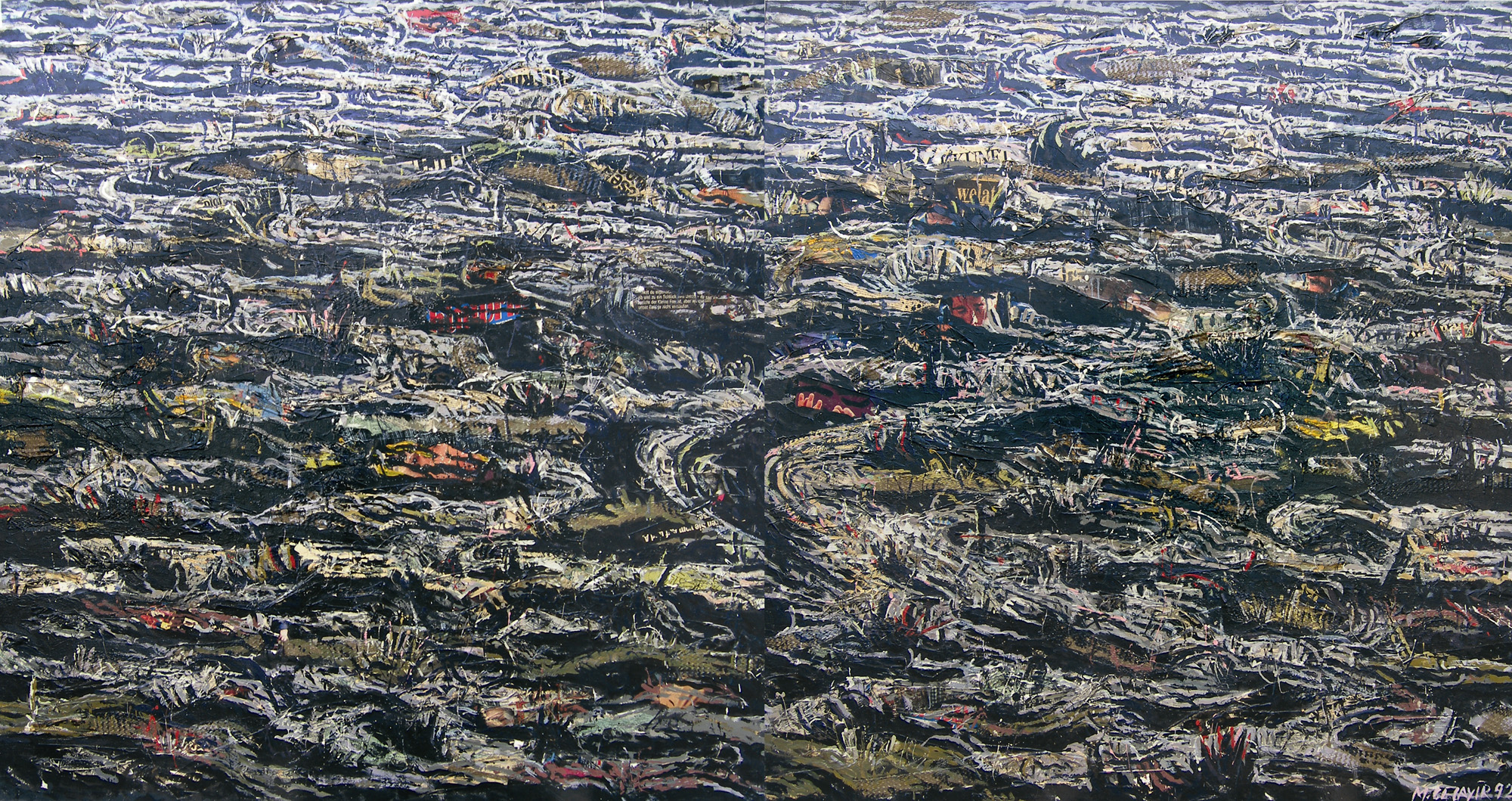
Bild 1: Welat – Heimat, 1992
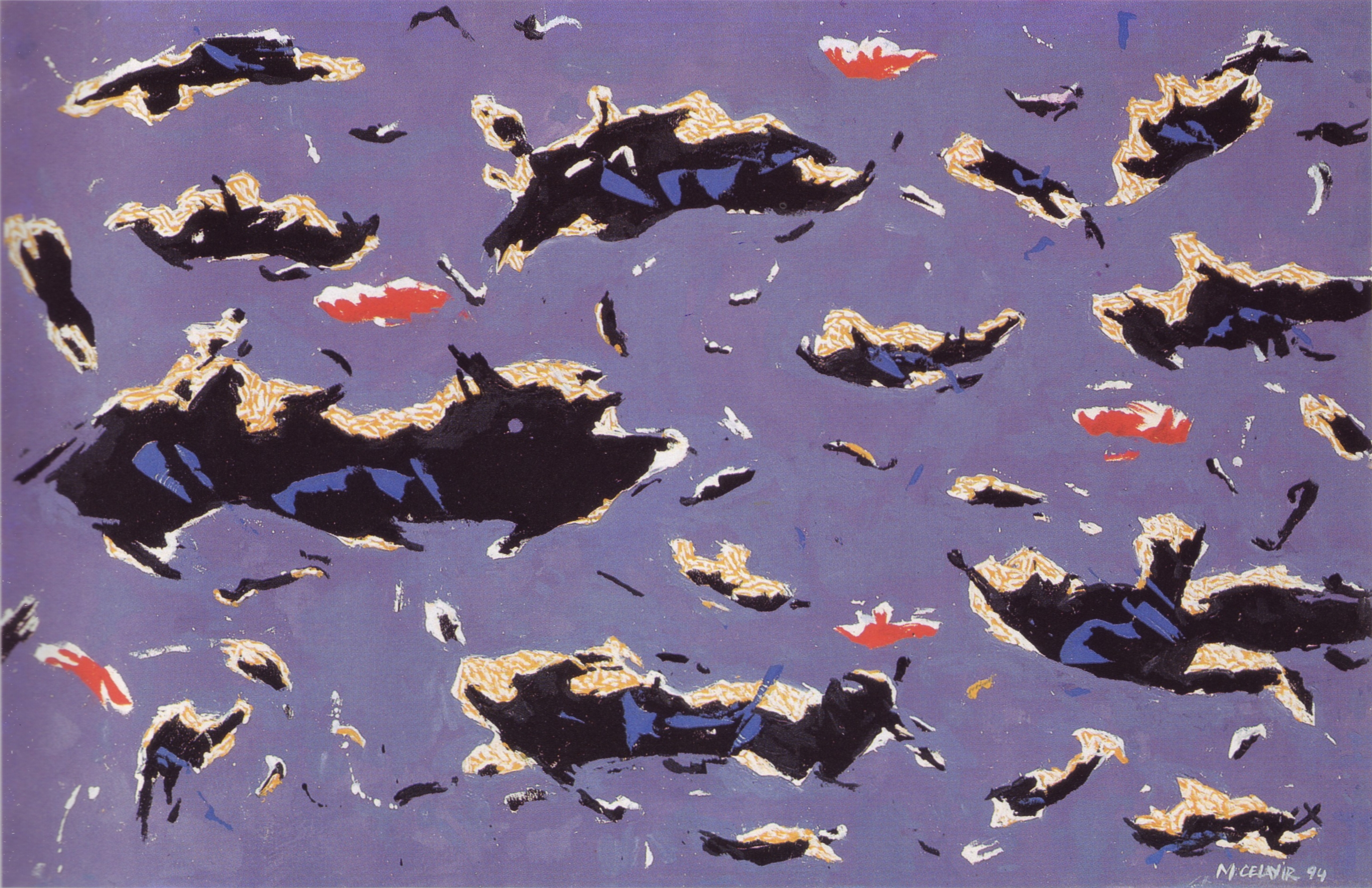
Bild 2a: Landschaft, 1994
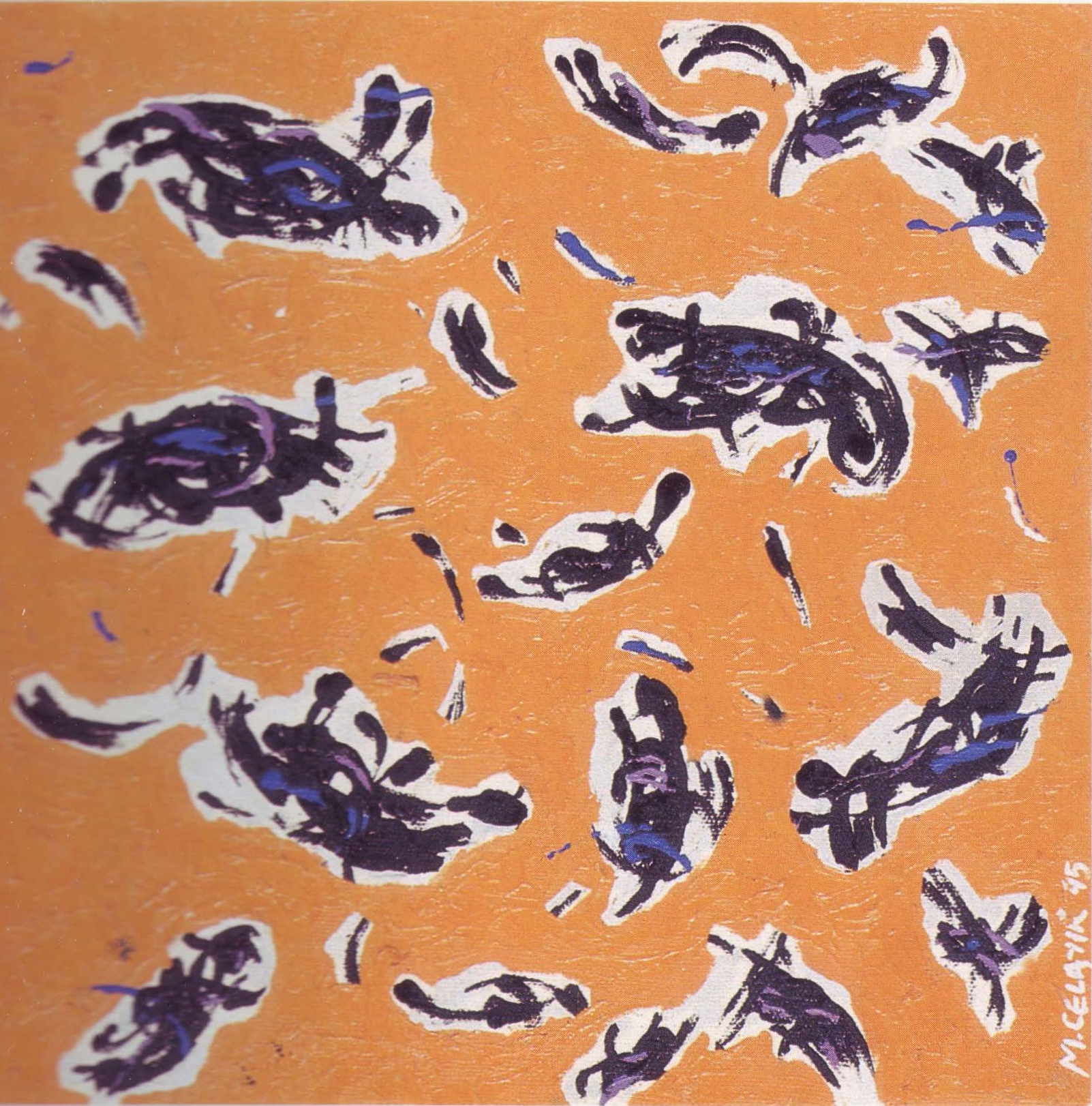
Bild 2b: Kalligraphie, 1996
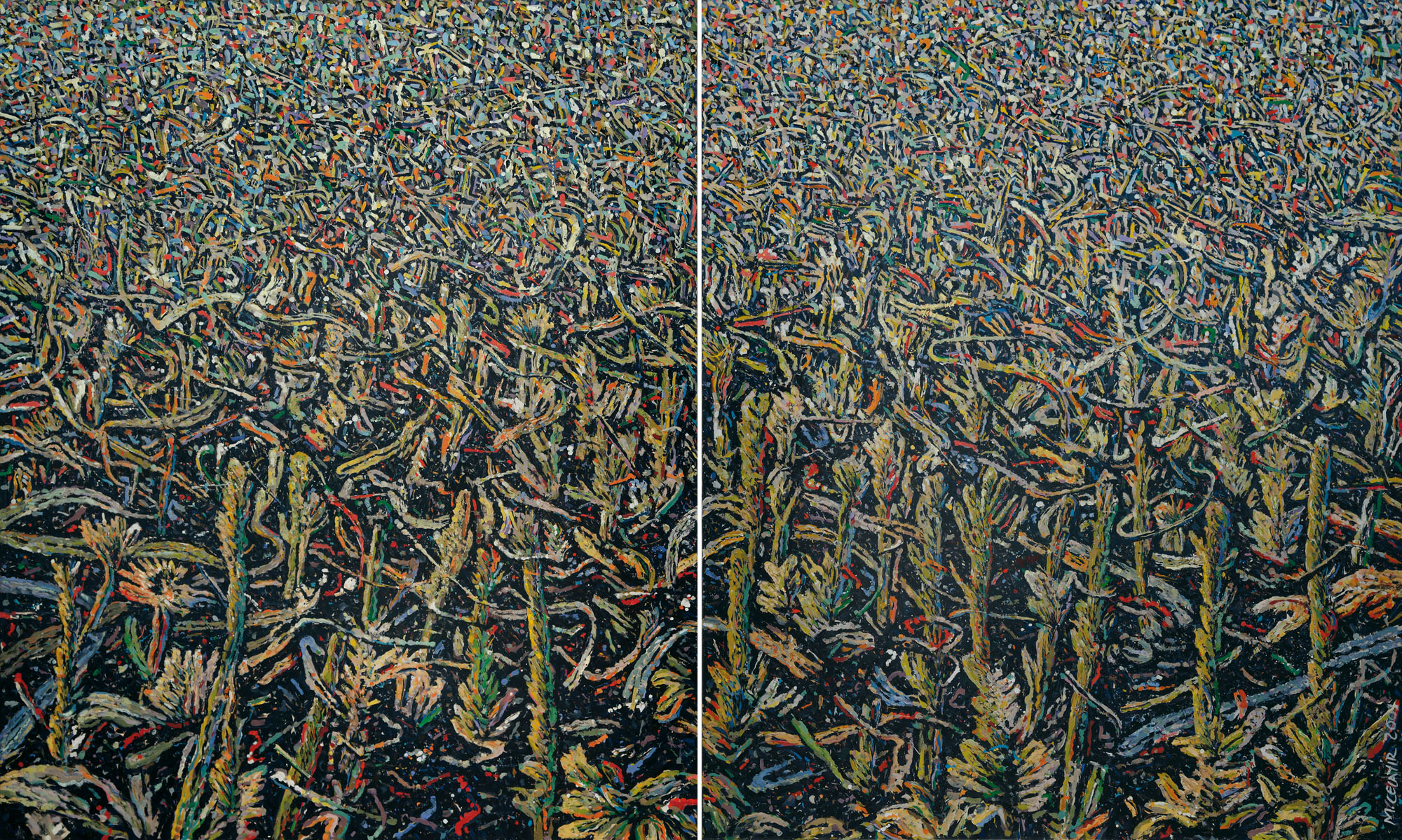
Bild 3a: Pekerun – Heimat, 2001
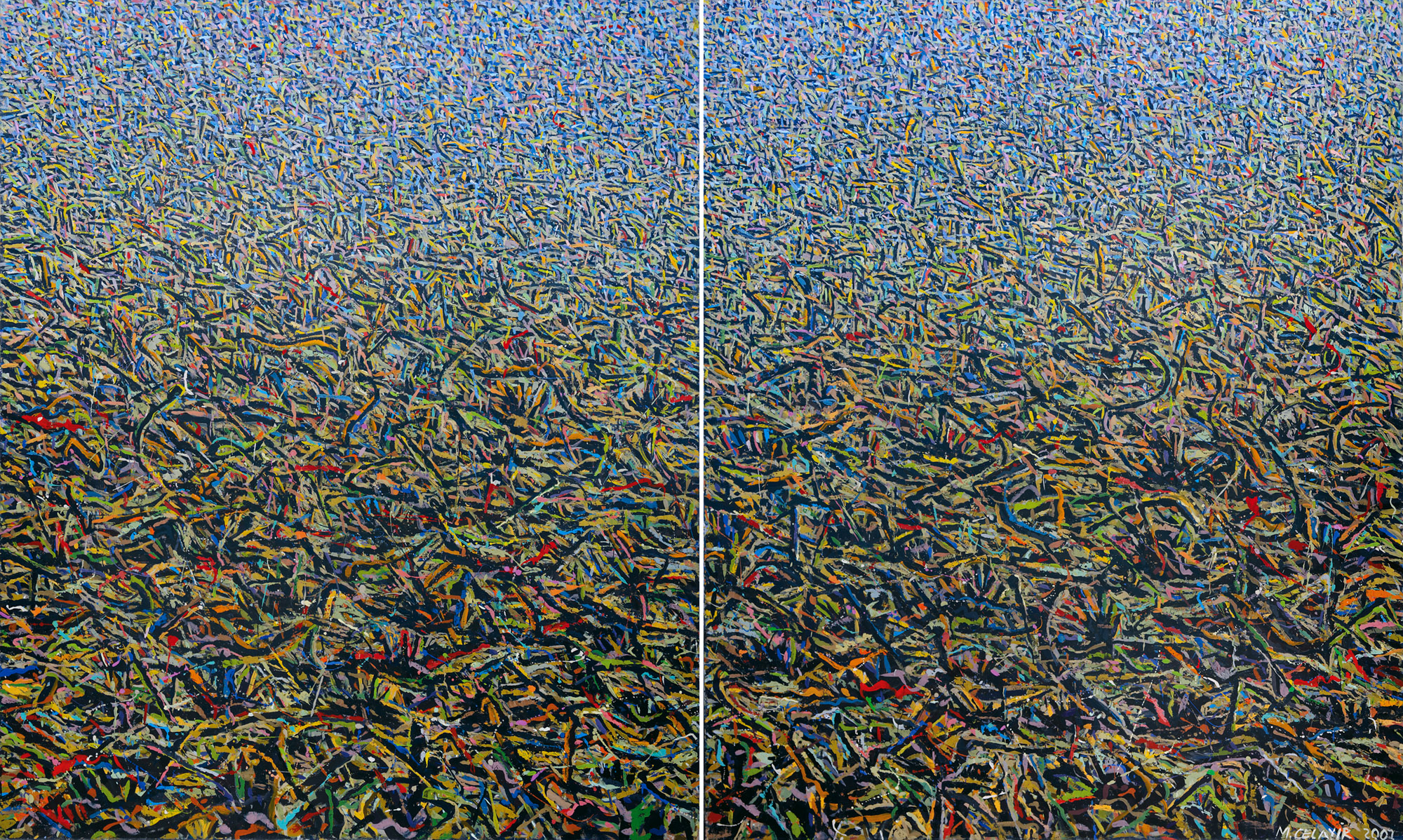
Bild 3b: Sommerliche Landschaft, 2001
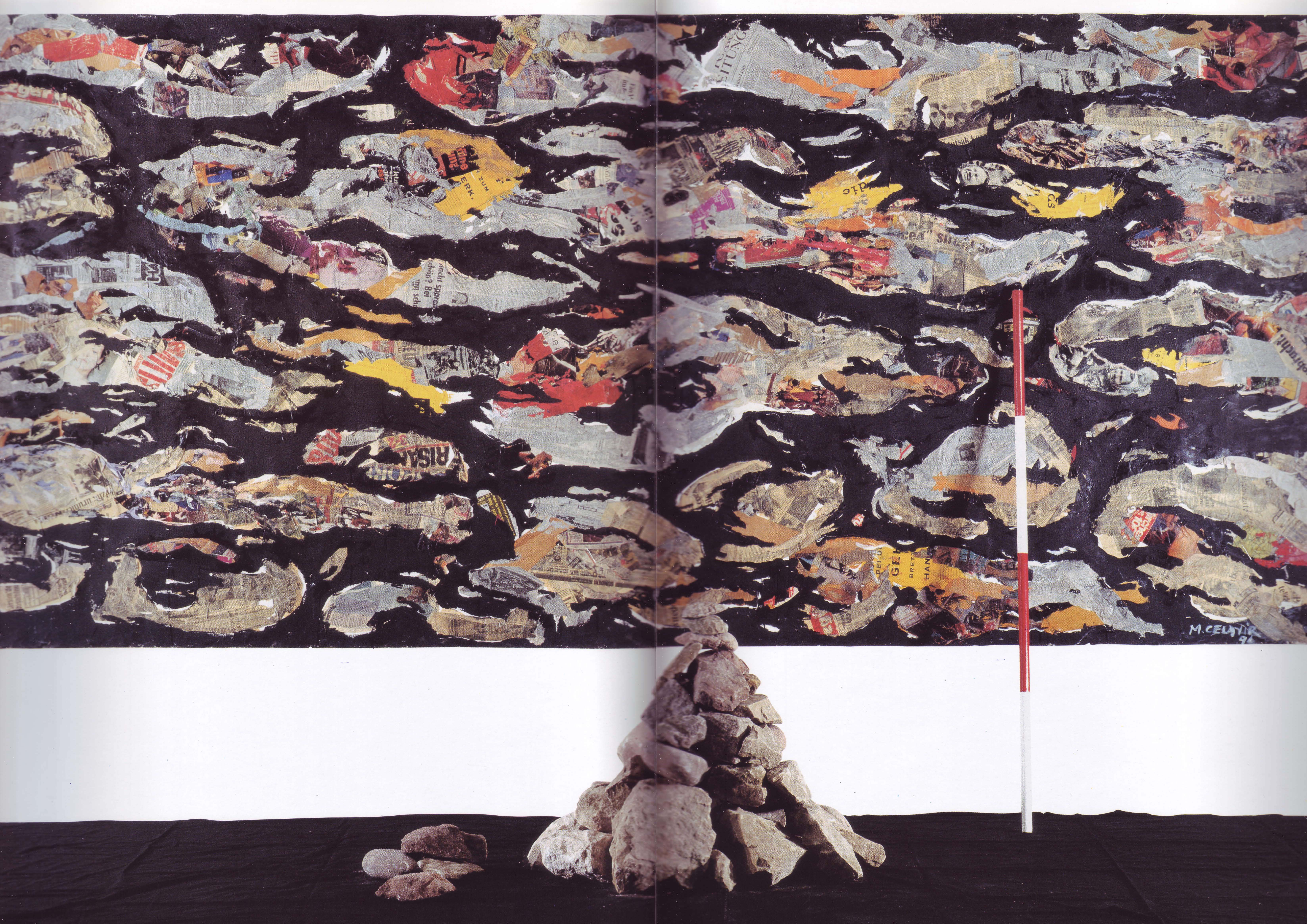
Bild 4: Das Vaterland, 1994

Ab 1992 entstehen Bilder, in denen Celayir die Erdschollen der verdorrten Landschaften nach und nach in abstrakte Formen auflöst. Dabei geht er drei verschiedene Wege:
1. Die Erdschollen verbinden sich und durchziehen in langen, annähernd monochromen Streifen und Bögen die Landschaft (Bild 1).
2. Die Schollen lösen sich voneinander und schweben in Fetzen (Bild 2a) oder als kalligraphische Formen (Bild 2b) über meist einfarbigen Untergründen.
3. Wie in einer Nahaufnahme sprießen im Vordergrund spargelähnliche Stengel zwischen verdorrten Blättern empor (Bild 3a) – eine Reminiszenz an die verdorrten Landschaften, oder es verweben sich farbenfrohe Knäuel von dicht gesetzten Strichen und Bögen zu einer abstrakten Schollenstruktur (Bild 3b). In der Ferne verjüngt sich die Landschaft perspektivisch und löst sich in immer kleineren Strichen und Bögen auf, die an Luftaufnahmen gigantischer Metropolen erinnern.

Teilweise collagiert der Künstler seine Bilder mit Ausrissen aus Zeitungen (Bild 1), oder er verbindet sie mit Messlatten und geschichteten Steinpyramiden (Steinmännchen) zu Installationen (Bild 4).

### Die fotorealistischen Landschaften

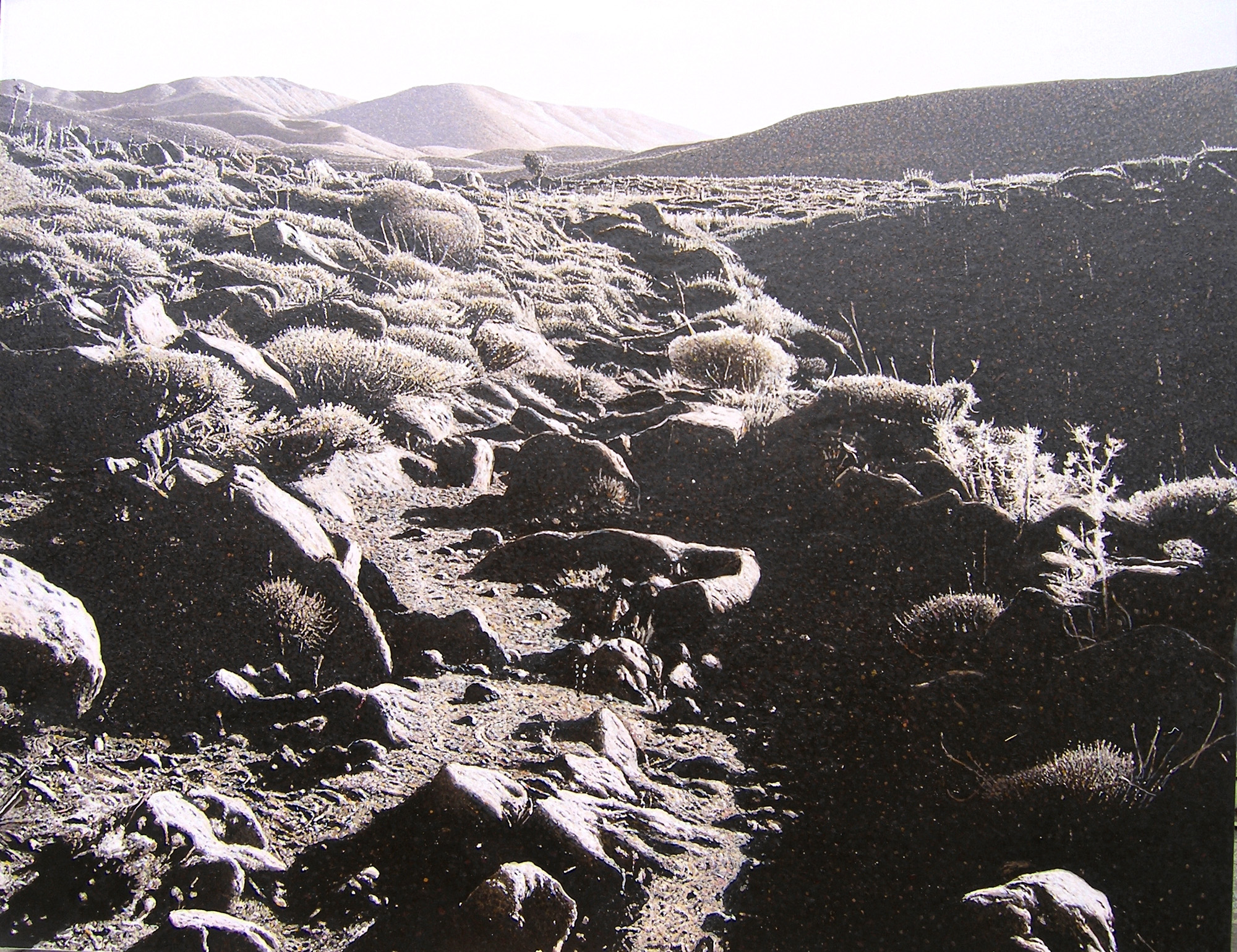
Bild 1: Die Straße des Königs – Kral Yolu, 2005
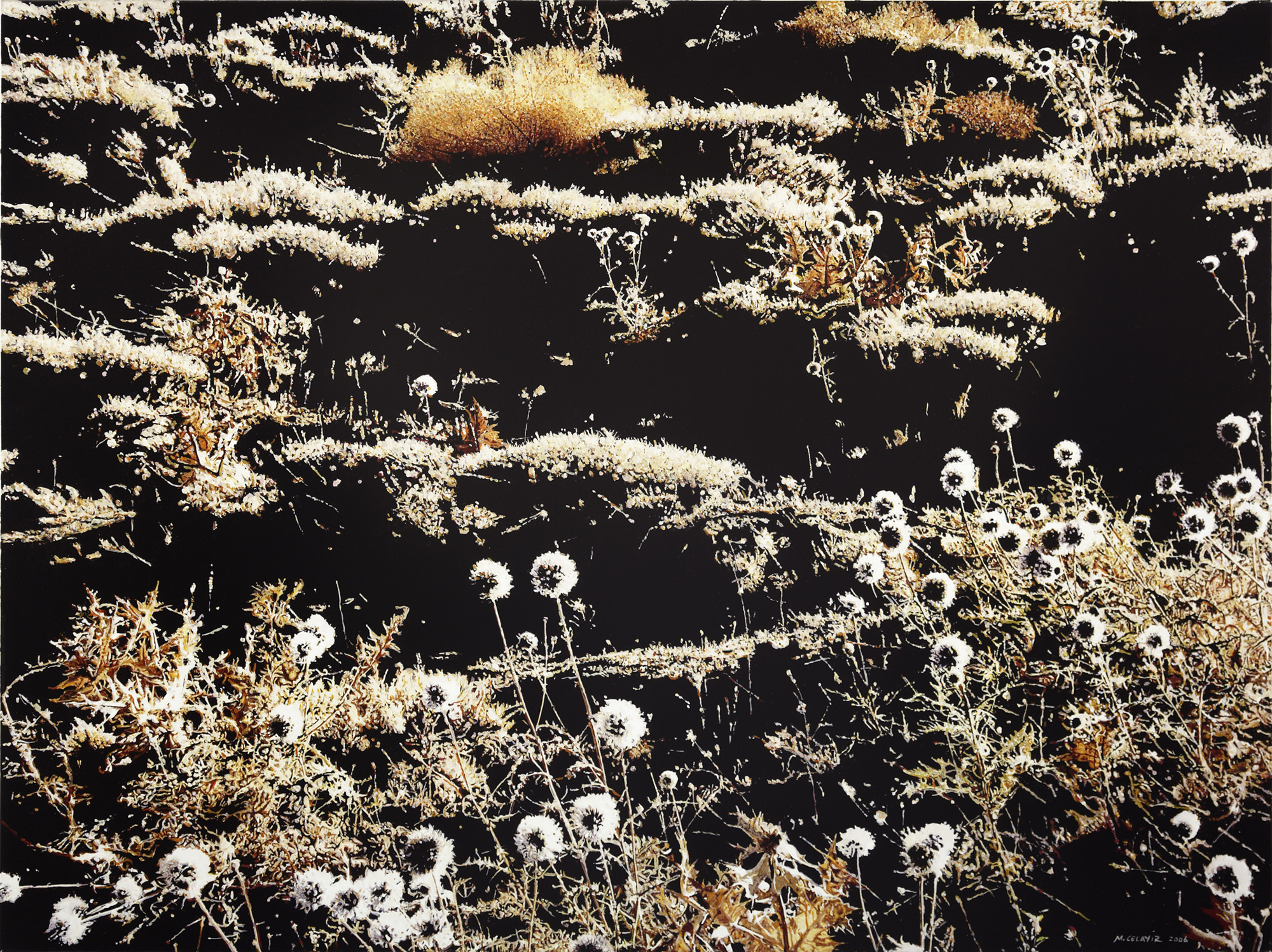
Bild 2: In der Spur der Schatten I, 2006
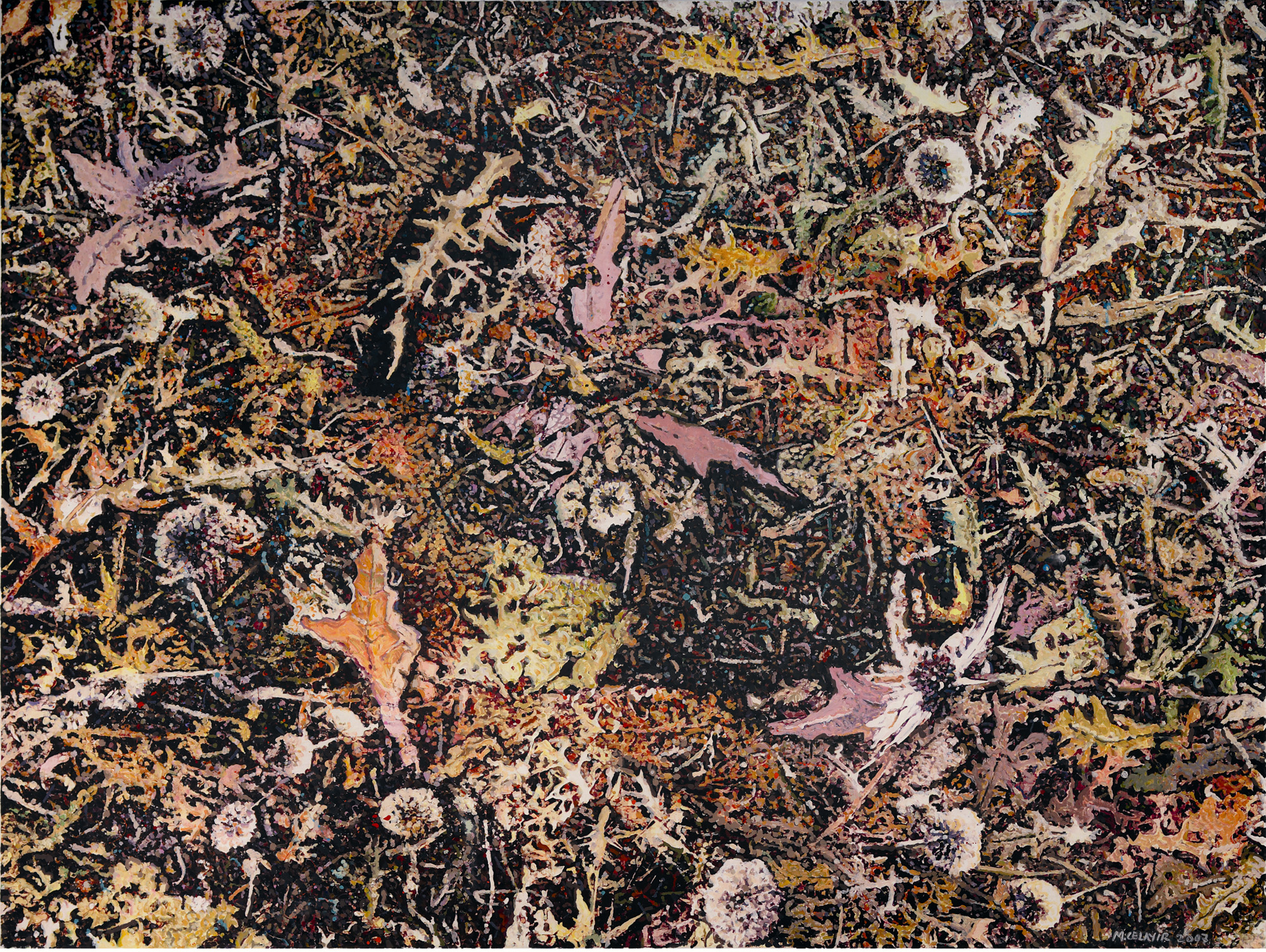
Bild 3: Ein Spaziergang im Spätsommer I, 2007

Parallel zu seinen abstrakten Werken erschafft Celayir fotorealistische Landschaften in Nahsicht. Diesen meist großformatigen Landschaften liegen Farbfotografien zugrunde, die Celayir in den Gemälden verfremdet und überhöht.
- Monochrome Bilder. Während Celayir in seinen weiten Landschaften dem Betrachter ein entferntes Gebirgspanorma vor Augen stellt, zeichnen sich die fotorealistischen Werke durch die Unmittelbarkeit der Nahsicht aus. Der Betrachter blickt beinahe aus der Froschperspektive in die steinige, dürre Schwarzweißlandschaft, als stände er mitten darin. Die weit entfernten Berge ducken sich dagegen fast wie eine Randnotiz am Horizont (Bild 1).

- Farbige Bilder. Wie in den verdorrten Landschaften konzentriert er sich in seinen Farbbildern auf einen, wenn auch sehr kleinen Ausschnitt des Bodens in Nahsicht. Nicht die Schollenstruktur steht jedoch im Vordergrund, sondern die blühende Natur und das Spiel von gleißendem Licht und tiefschwarzen Schatten (Bild 2). In anderen Bildern zeigt er Bodenausschnitte wie in einer Makroaufnahme und in Draufsicht (Bild 3).

### Landschaftsfotografie

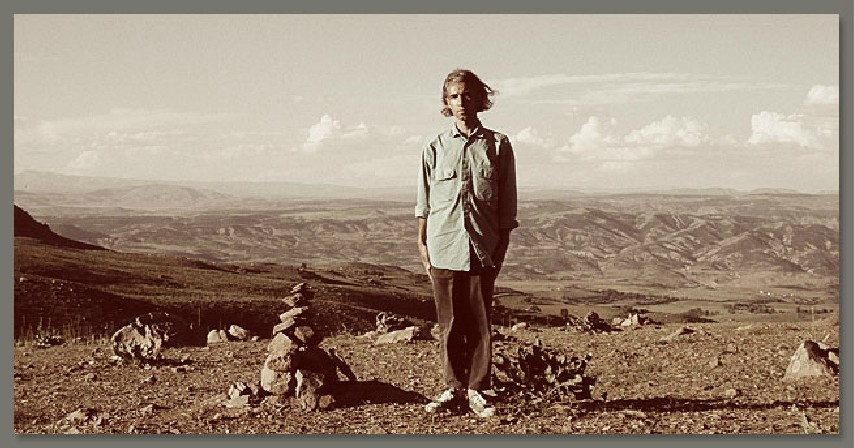
Selbstporträt, Fotozyklus, 1999

Die Fotos der heimatlichen Landschaft, die Celayir bei seinen jährlichen Urlauben aufnahm, dienten ihm ursprünglich als Notizen für seine malerische Arbeit in Stuttgart.
Bald inszeniert er diese Fotos aber ähnlich wie seine Bilder. Sorgfältig wählt er vor der Kulisse der ostanatolischen Berglandschaft die Motive, Ausschnitte, Perspektiven und den tageszeitlichen Lichteinfall, so dass sie wie seine gemalten Werke deutlich den „Pinselstrich“ des Künstlers widerspiegeln.
In Selbstbildnissen mit Landschaft pointiert er noch die Weite und Einsamkeit der Berge (eine stille Reverenz an den von ihm bewunderten Caspar David Friedrich). Eine Metapher der Ewigkeit, steht er da wie eine archaische Statue, frontal zum Betrachter und regungslos, bisweilen mit Steinmännchen als symbolischem Beiwerk.

### Druckgraphik

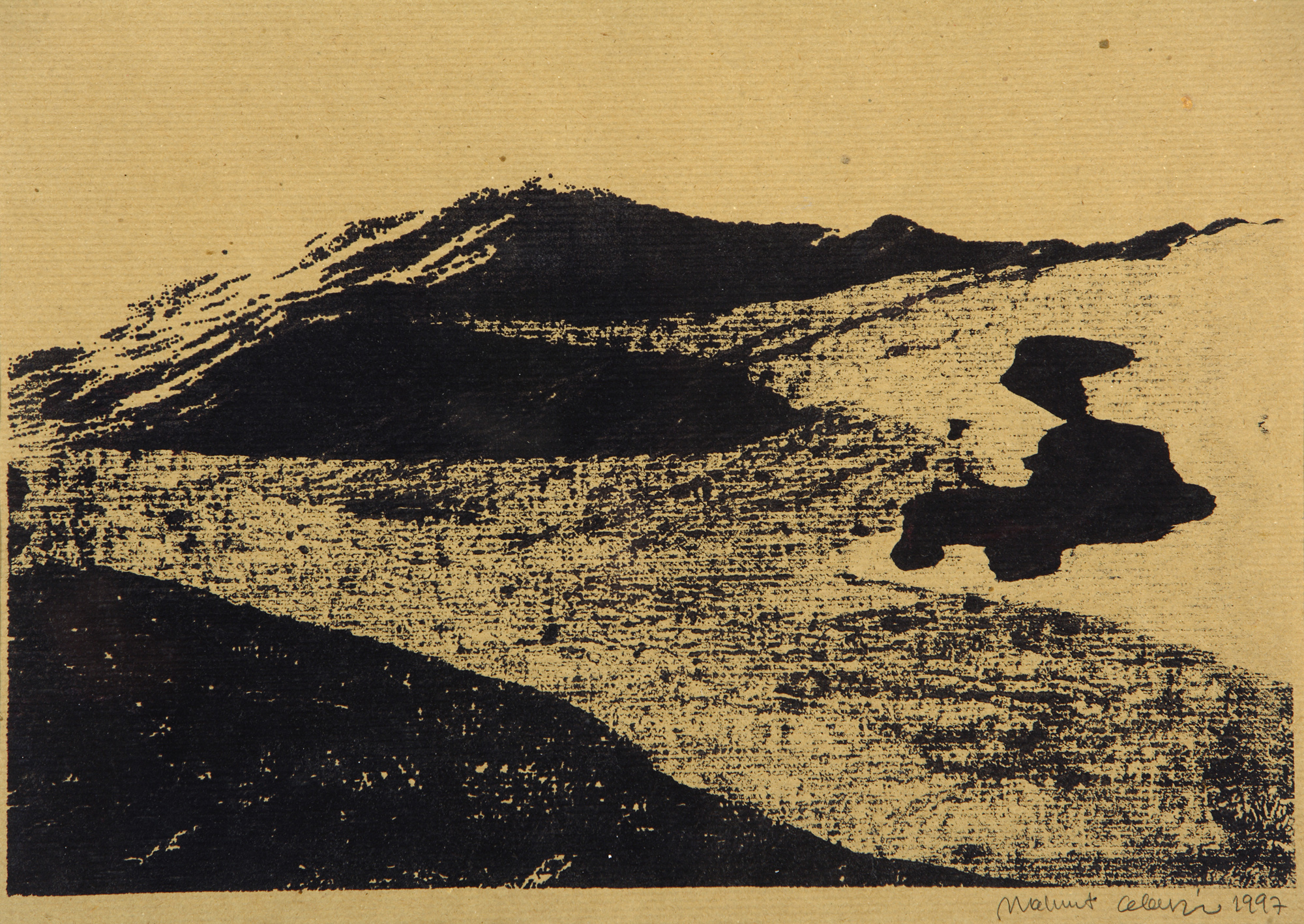
Die Seidenstrasse IV, 1997

In seinem druckgraphischen Werk variiert Celayir sein Grundthema, die Landschaft, mit verschiedenen Techniken, z. B.
- das Motiv der Seidenstraße in Schwarzweiß-Monotypien auf braunem Packpapier (Abbildung),
- das Motiv der Straße des Königs in farbigen Siebdruck-Monotypien
- und fotorealistische Landschaften in Siebdruck auf mit Öl bemalter Leinwand.

## Ausstellungen

### Einzelausstellungen
- 1977: Galerie Taksim, Istanbul
- 1978: Galerie Akdeniz, Ankara
- 1985: Galerie Vakko, Istanbul
- 1987: Galerie Oberlicht, Berlin
- 1992: Galerie Arkeon, Istanbul
- 1992: Galerie Halkbank, Ankara
- 1994: Landschaften, Galerie Zapata, Stuttgart
- 1996: Leipziger Kunst- und Auktionshaus, Leipzig
- 1997: Seidenstrasse – Ipekyolu, Galerie Ziraat, Ankara
- 1998: Galerie Uli Lang, Biberach/Riß
- 1999: Seidenstraße, Galerie der Stadt Sindelfingen im Alten Rathaus Maichingen, Sindelfingen
- 1999: Selçuk Yasar Museum, Izmir
- 2002: Galerie Siyah/Beyaz, Ankara
- 2002: Bilder der Erde, Galerie der Stadt Waiblingen „Kameralamt“, Waiblingen
- 2002: Der Weg des Königs, Galerie Turbinenhaus, Wendlingen am Neckar
- 2004: Atatürk-Kulturzentrum, Istanbul
- 2004: Bilder der Erde, Galerie im Oberlichtsaal, Sindelfingen
- 2005: Pekerun – Heimat. Das Geheimnis hinter den Steinen, Galerie fluctuating images, Stuttgart
- 2005: Yollar ve kökler (Straßen und Wurzeln), Kunstzentrum, Diyarbakir
- 2005: Kral yolu (Der Weg des Königs), Galerie Almelek, Istanbul
- 2006: Spur hinter den Steinen, Galerie Südwestbank, Stuttgart
- 2006: In der Spur der Schatten, Galerie Tanner, Stuttgart
- 2007: Die Straße des Königs, Galerie Angelika Kallenbach, Bonn
- 2007: Pèkerun – Ort hinter den Felsen, Galerie im Torhaus, Leutkirch im Allgäu
- 2008: Landschaft – Mythos und Metapher, Museum im Kleihues-Bau, Kornwestheim
- 2009: Pekerun – Spuren hinter den Steinen, Galerie C. A. M., Istanbul
- 2010: Nachmittag eines Wanderers, Galerie C. A. M., Istanbul
- 2011: Il pomeriggio di un viaggiatore, Spazio Studio, Mailand
- 2011: Pastoral Diyaloglar (Pastorale Dialoge), Galerie C. A. M., Istanbul
- 2013: Mahmut Celayir – Auf der Straße des Königs, Galerie Judith Andreae, Bonn
- 2014: Roots and Roads, Landschaft zwischen Mythos und Metapher, Kunstverein Rosenheim
- 2015: Pekerun II, Galerie C. A. M., Istanbul
- 2021: State and Nature, Staatliche Kunsthalle Baden-Baden, Baden-Baden
- 2024: Auf den Spuren der Erde, Künstlerhaus Palais Thurn und Taxis, Bregenz

### Gruppenausstellungen
- 1977: I. Kunstbiennale Istanbul, Akademie der Bildenden Künste, Istanbul
- 1979: II. Kunstbiennale Istanbul, Akademie der Bildenden Künste, Istanbul
- 1982: Ausstellung des Vereins Bildender Künstler, Istanbul
- 1983: 17th D.Y.O. Competitive Painting Exhibition, Izmir
- 1992: Jahresausstellung, Württembergischer Kunstverein, Stuttgart
- 1993: Vor Ort – Künstler aus Stuttgart, Galerie unterm Turm, Stuttgart
- 1999: Kontext Landschaft, Ugge Bärtle Museumshaus, Tübingen
- 2002: Ulmer Kunststiftung pro arte, Galerie im Kornhauskeller, Ulm
- 2004: Jahresausstellung „Best off“, Württembergischer Kunstverein, Stuttgart
- 2004: Nah Ost – Fünf Künstler aus Asien, Galerie Schloß Mochental, Ehingen-Mochental
- 2004: roads and roots, Kunst im Heppächer, Esslingen
- 2004: Projekt „Passage“, Galerie Dürer Goethe-Institut, Istanbul
- 2005: Landschaften, Städtische Galerie im Kornhaus, Kirchheim unter Teck
- 2005: Art Karlsruhe, Karlsruhe
- 2005: Miteinander, Museum im Kleihues-Bau, Kornwestheim
- 2006: Vorfahrt, Internationales Kunstprojekt, Stuttgart
- 2007: Un certain regard, Galerie La capitale, Paris
- 2008: Ego kirilmalari, Galerie C. A. M., Istanbul
- 2011: Reminder, Galerie C. A. M., Istanbul
- 2013: Mahmut Celayir & Ruth Biller: Der weite Blick, Ratskeller, Galerie für zeitgenössische Kunst, Berlin
- 2021: State and Nature, Staatliche Kunsthalle Baden-Baden, Baden-Baden

## Auszeichnungen
In den Anfangsjahren seiner Laufbahn beteiligte sich Celayir an Wettbewerben, die ihm Auszeichnungen und Ankäufe einbrachten.
- 1974: Druckgraphikwettbewerb des Hotels Intercontinental, Istanbul
- 1978: Wettbewerb des Vereins Bildender Künstler der Türkei, Istanbul
- 1983: Malereiwettbewerb der Farbenfirma Dyo, Izmir
- 1984: Wettbewerb für Wissenschaft und Kunst der Baufirma ENKA, Istanbul
- 1985: Malereiwettbewerb der Farbenfirma Talens, Istanbul
- 1986: Wettbewerb für Malerei und Druckgraphik der Farbenfirma VIKING, Istanbul

## Werke in öffentlichen Sammlungen
- Durmuş Yaşar Museum, Izmir
- Galerie der Stadt Waiblingen „Kameralamt“, Waiblingen
- Istanbul Modern, Museum für Moderne Kunst, Istanbul
- Museum im Kleihues-Bau, Kornwestheim
- Regierungspräsidium Tübingen
- Staatliches Museum für Malerei und Skulptur, Ankara
- Staatsgalerie Stuttgart